# Гончаренко Євген Геннадійович
Євген Геннадійович Гончаренко (нар. 25 жовтня 1984, Кривий Ріг) — український футболіст, який грав на позиції півзахисника. Відомий за виступами у низці українських клубів різних ліг, насамперед за криворізький «Кривбас» у вищій українській лізі.

## Клубна кар'єра
Євген Гончаренко народився у Кривому Розі. і розпочав заняття футболом у місцевій ДЮСШ при футбольному клубі «Кривбас», де його першими тренерами були Володимир Удод і Юрій Устинов. У 2002 році Гончаренка запросили до основного складу «Кривбасу», проте за короткий час його запросили до другої команди київського «Динамо», і перший свій матч на професійному рівні він зіграв за «Динамо-2» у першій лізі проти ужгородської «Говерли», кілька матчів футболіст також зіграв у другій лізі за третю динамівську команду. На початку 2003 року Євген Гончаренко повернувся до «Кривбаса», і 17 травня 2003 року дебютував у вищій українській лізі в складі криворіжців у матчі проти запорізького «Металурга». Проте за півтора року футболіст зіграв лише 5 матчів у вищій лізі, і з початку сезону 2004—2005 перейшов до харківського клубу першої ліги «Арсенал», а за півроку поповнив склад іншого першолігового клубу МФК «Миколаїв». У сезоні 2005—2006 років Гончаренко повернувся до Кривого Рогу, проте цього разу грав виключно за друголіговий «Кривбас-2». У першій половині сезону 2006—2007 Євген Гончаренко грав у складі луцької «Волині», яка перед тим вибула до першої ліги, проте зіграв у команді лише 8 матчів, і другу половину сезону провів у своїй колишній команді МФК «Миколаїв», в якій грав до кінця 2007 року. На початку 2008 року футболіст зіграв 2 матчі за першоліговий клуб «Олександрія», а в другій половині року грав у складі друголігового клубу «Полтава» з однойменного обласного центру. З початку 2009 року Євген Гончаренко знову грав у складі МФК «Миколаїв», який на той час уже вибув до другої ліги. У 2012 році Гончаренко став гравцем криворізького «Гірника», і в кінці 2012 року завершив виступи на футбольних полях.